# Chenu (Sarthe)
Chenu é uma comuna francesa na região administrativa do País do Loire, no departamento de Sarthe. Estende-se por uma área de 30.8 km². Em 2010 a comuna tinha 435 habitantes (densidade: 14,1 hab./km²).